# 4693 Друммонд
4693 Друммонд (4693 Drummond) — астероїд головного поясу, відкритий 28 листопада 1983 року.
Тіссеранів параметр щодо Юпітера — 3,597.